# Maria McBane
Maria McBane (Bilbao,[cita requerida] 8 de febrero de 1946) es una modelo de glamour y actriz hispano-estadounidense que fue Playmate del Mes para la revista Playboy en su número de mayo de 1965. Fue fotografiada por Ed DeLong y William Figge.
Maria creció en España y Cuba, y se mudó a los Estados Unidos cuando ya era adulta.  Apareció en una película, Fireball 500 (1966) interpretando la parte de "Leander Fan".  En esta película, su crédito apareció como Marie McBane.
Maria ahora vive en Hawái. Según el The Playmate Book, en 1996 ella consideraba seriamente presentarse a la legislatura de Hawái, inicitada en parte por ella y por su exmarido quienes perdieron su restaurante en una disputa de tierras. 